# 市原站
市原站（日语：／ Ichihara eki */?）是一個位於日本京都府京都市左京區，屬於叡山電鐵鞍馬線的鐵路車站。車站編號為E14。

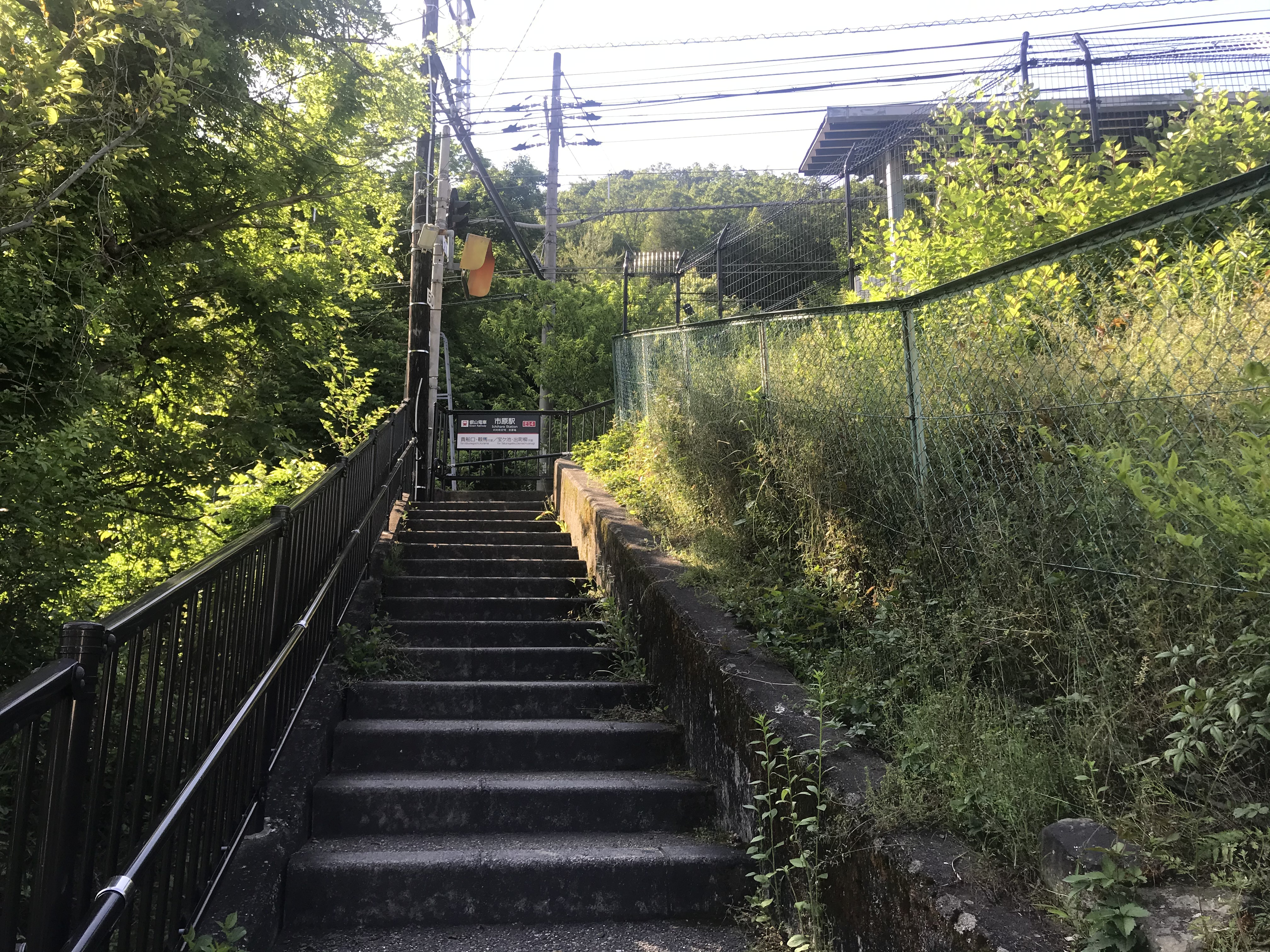
往鞍馬方向的月台入口（2020年5月）

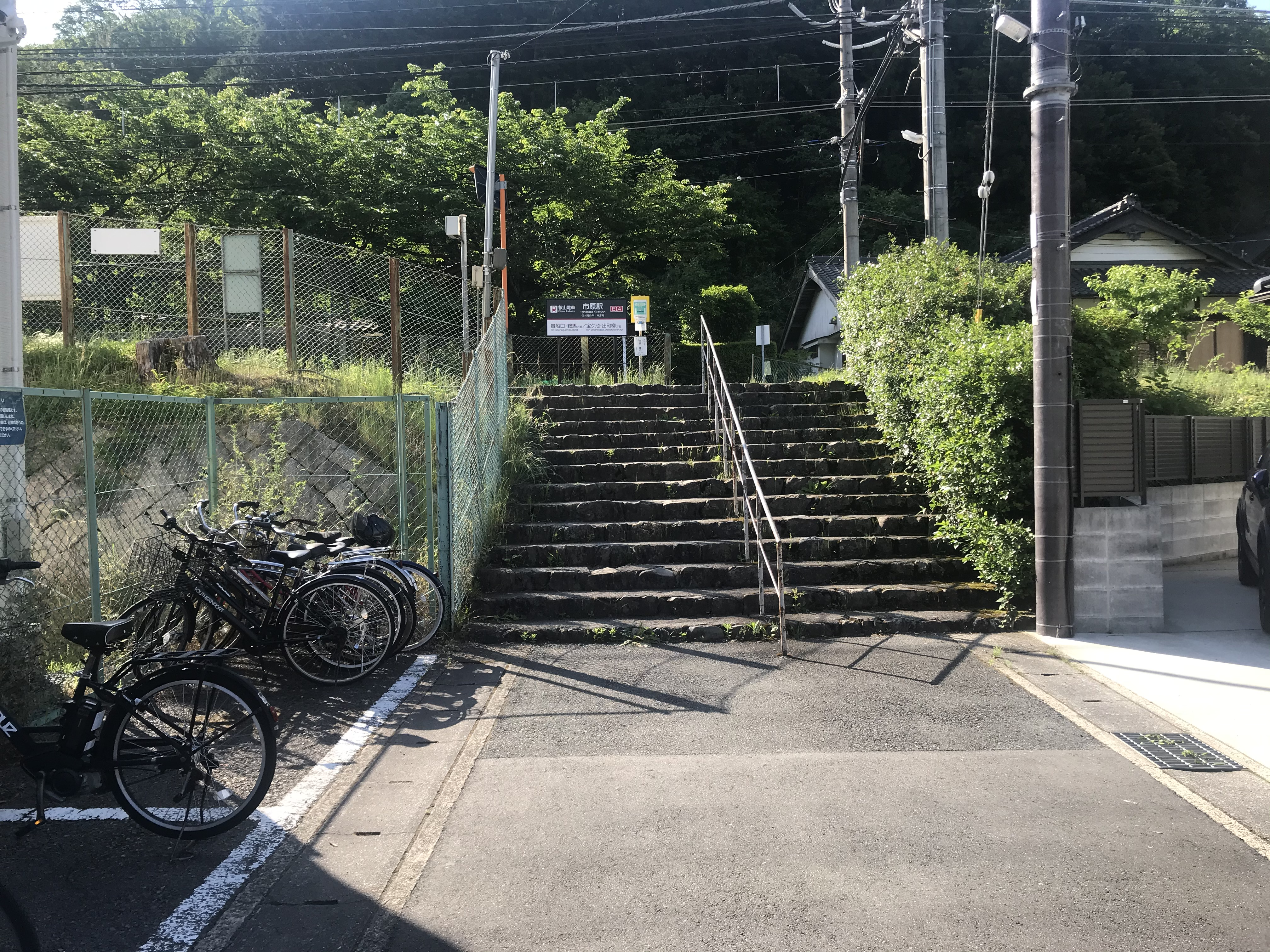
往出町柳方向的月台入口（2020年5月）

## 車站構造

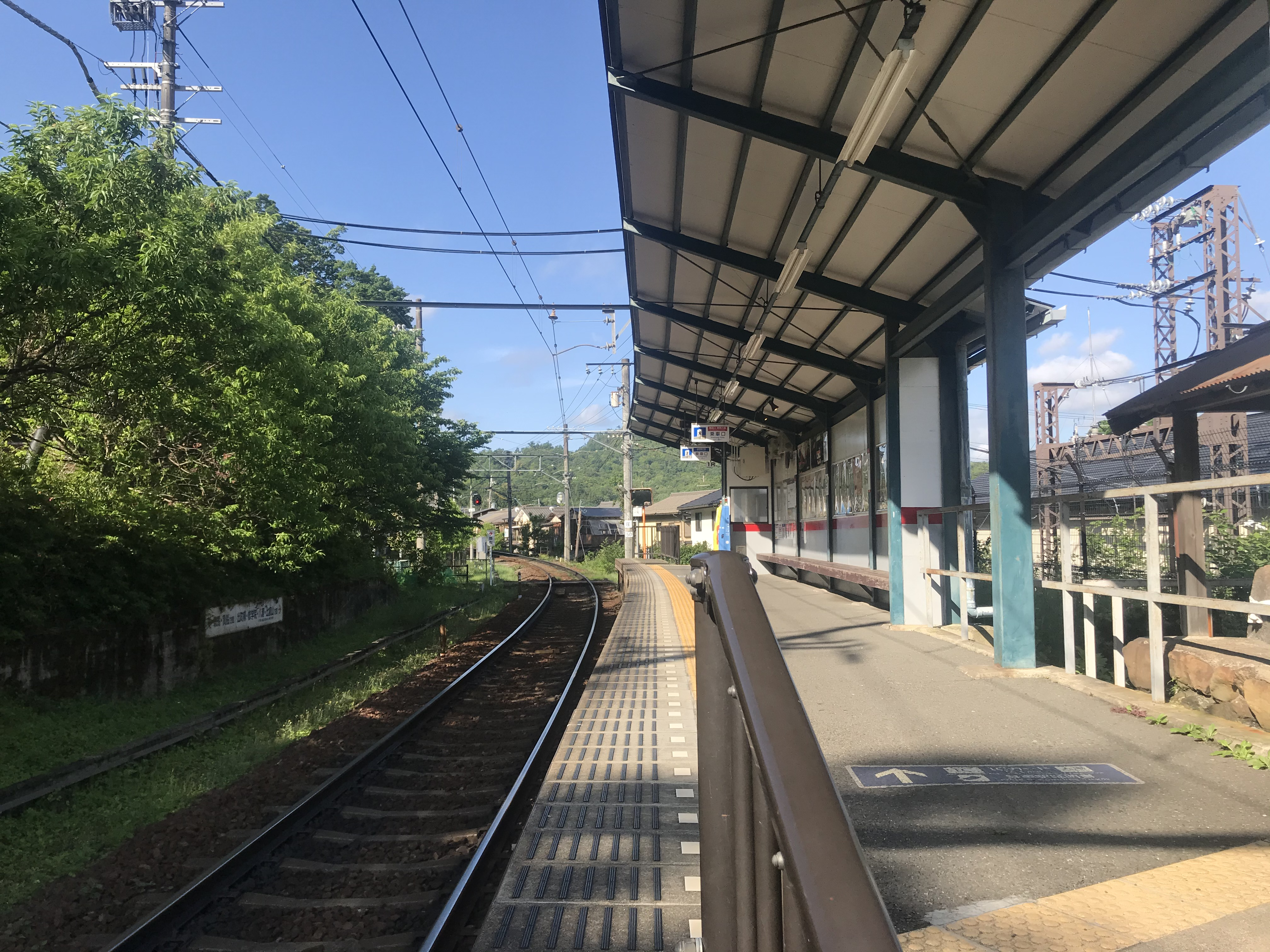
月台（2020年5月）

1面1線側式月台的地面車站。是無人站。月台設有屋頂覆蓋。出入口設於月台兩端。
起初為對向式月台2面2線，複線二軒茶屋－市原段於1939年因當時營運公司鞍馬電氣鐵道因經營合理化而單線化。至1990年為止其他因不要不急指定區間（寶池－二軒茶屋）再複線化，但此路段至今仍為單線。

## 相鄰車站
叡山電鐵
 鞍馬線
二軒茶屋（E13）－市原（E14）－二之瀨（E15）

## 外部連結
- 市原站（叡山電鐵）
  - 車站資訊、車站構內圖 （页面存档备份，存于）